# اوتیخوویتشکی
اوتیخوویتشکی (به چکی: Útěchovičky) یک منطقهٔ مسکونی در جمهوری چک است که در شهرستان پلهرژیموف واقع شده‌است.
 اوتیخوویتشکی ۴٫۰۵ کیلومتر مربع مساحت و ۷۲ نفر جمعیت دارد و ۵۵۱ متر بالاتر از سطح دریا واقع شده‌است.